# Tügısken
Tügısken (ook geschreven als Tagisken, Russisch: Тагискен, Kazachs: Түгіскен, Tügısken) is een heuvelnecropolis uit de bronstijd en de vroege Saken in het huidige Kazachstan. Het ligt aan de oevers van de Iñkärdaria, een zijrivier van de Jañadaria, niet ver van de Sakische necropolis van Üiğaraq. De begraafplaats, bestaande uit 70 grafheuvels en andere grafmonumenten, werd in 1959 ontdekt door Sergej Tolstov en van 1960 tot 1963 opgegraven. Tolstov was het hoofd van de ChAKE, dat systematisch archeologische vindplaatsen in Chorasmië onderzocht. De Sakische grafheuvels dateren uit de 7e tot en met de 5e eeuw v.Chr.

## Bronstijd-necropolis
De noordelijke necropolis uit de late bronstijd behoort toe aan de Amirabadcultuur. De datering ervan werd aanvankelijk geplaatst tussen de 9e en 8e eeuw v.Chr. Recent onderzoek suggereert echter dat ze dateren uit het midden van de 2e millennium v.Chr. Er zijn zeven grafmonumenten van leemsteen gevonden. In het midden van de graven bevonden zich rechthoekige grafkamers die oorspronkelijk met hout waren bekleed. Rondom de grafkamers bevonden zich doorgaans nog andere, kleinere kamers. De graven bleken allemaal leeggeroofd te zijn. Er valt dus niets te zeggen over de behandeling van de doden. De grafgiften bestaan voornamelijk uit aardewerk dat versierd is met ingegraveerde patronen vergelijkbaar met dat van de Begazy-Dandybajcultuur. Onder de gevonden metalen voorwerpen bevinden zich oorbellen, naalden, sikkelvormige messen, speerpunten en pijlpunten. 

## Sakische necropolis
De zuidelijke vroege Sakische grafheuvels bestonden uit rechthoekige kuilen van ongeveer 2,3 bij 2,5 m en 2 m diep. Ze hadden een houten dak, waar vervolgens de grafheuvel overheen werd opgeworpen. Tegenwoordig zijn ze nog steeds tot 1,5 m hoog. In sommige gevallen werd het houten dak tijdens de begrafenis in brand gestoken, maar afgedekt voordat het volledig verbrandde. In elk van de grafkamers werd één enkele begrafenis aangetroffen. Meestal liggen de doden op een mat of een soortgelijk oppervlak, met hun hoofd naar het westen gericht. Een tweede type was een begrafenis op grondniveau. Hierbij werd eerst een ronde en vervolgens een vierkante houten constructie om de overledene heen gebouwd, die vervolgens werd afgedekt met een grafheuvel.
Anders dan deze zijn de grafheuvels uit de 5e eeuw v.Chr. Deze bezaten een schacht van ongeveer 2,5 m diep, die bereikt werd via een gang van maximaal 12 m lang. De schacht en de kamer waren bedekt met hout en vertoonden ook sporen van brand. Voordat het hout volledig was opgebrand, werd de grafheuvel opgeworpen.
In de graven werden talrijke grafgiften aangetroffen. In de graven van mannen werd aardewerk en ijzeren messen gevonden. In de latere graven worden zwaarden en dolken gevonden. In de oudere Sakische graven worden vaak bronzen pijlpunten gevonden. In de graven van vrouwen werden bronzen spiegels aangetroffen. Paardentuig is een kenmerkende toevoeging. In sommige grafheuvels werd ook goudbeslag in Scythisch-Siberische dierenstijl gevonden. 
- Nationale Bibliotheek van Tsjechië: ge250435